# Herbert Sichel
Herbert Simon Sichel (Sudafrica, 1915 – 1995) è stato uno statistico sudafricano che dette un grande contributo sia alla statistica teorica che a quella applicata.
Sviluppò lo stimatore Sichel-t, per calcolare la media di una distribuzione log-normale. Il suo nome rimane legato all'area della Distribuzione Gaussiana inversa Generalizzata, poi divenuta nota come Sichel Distribution.
Sichel fu anche un pioniere della geostatistica insieme a Danie Krige nella prima metà degli anni cinquanta.
Egli diede un contributo anche al campo della statistica applicata alla linguistica.
Nel 1952 istituì l'Operational Research Bureau. Fu nominato professore in Statistica e Operations Research presso la Graduate Business School dell'Università del Witwatersrand a Johannesburg (Sudafrica).